# Carapebus
Carapebus es un municipio brasileño del estado de Río de Janeiro, localizado a una latitud de 22°11'13" sur y a una longitud de 41°39'39" oeste, estando a una altitud de 15 metros sobre el nivel del mar. Tiene una población de 15.293 habitantes (estimativas IBGE/2016), una superficie de 305 km² y una densidad demográfica de 48,1 hab./km².